# 維托區

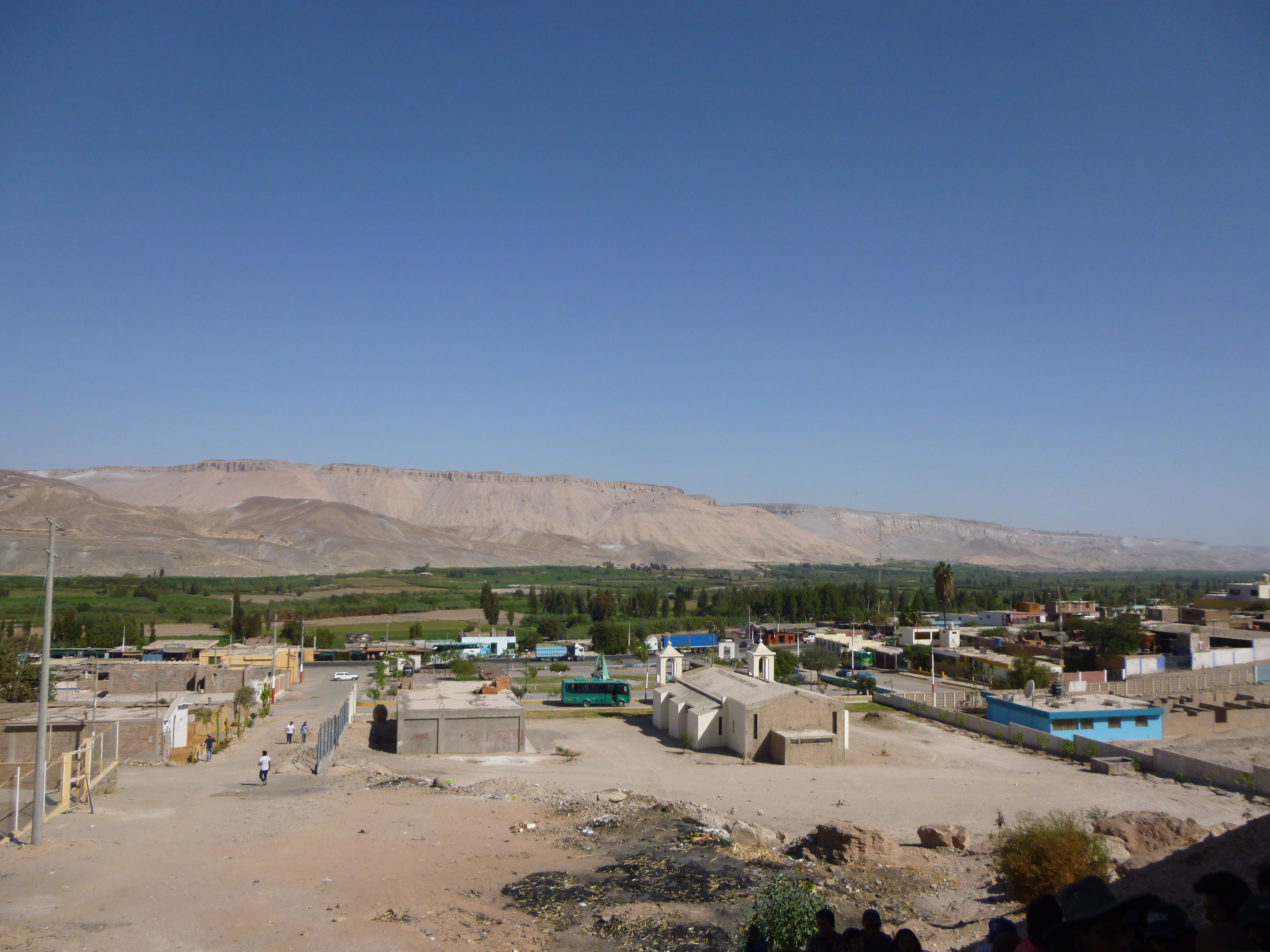

維托區（西班牙語：Distrito de Vítor），是秘魯的一個區，位於該國南部阿雷基帕大區的阿雷基帕省，面積1,543.5平方公里，海拔高度1,200米，2005年人口3,007，人口密度每平方公里1.9人。